# Eritropoiesi extramidollare sintomatica
L’emopoiesi extramidollare sintomatica o Sindrome de Rosada, entità clinica recentemente descritta, è definibile come l'insieme di segni e sintomi secondari alla proliferazione di cellule emopoietiche in sede extramidollare come risposta ad una anemia cronica.

## Etiopatogenesi e forme cliniche di HEMS
La presenza di cellule progenitrici emopoietiche  in sede extramidollare è caratteristica della vita intrauterina. Durante il secondo trimestre di gravidanza il fegato fetale diventa la principale sede di produzione di globuli rossi, anche se una minor produzione di globuli rossi si verifica anche nella milza e i linfonodi. Nella fase terminale della gravidanza e fino a 5 anni di età, eritrociti, granulociti e monociti vengono prodotti esclusivamente nel midollo osseo di quasi tutte le ossa. A partire dai 20 anni di età  l'ematopoiesi avviene nel midollo delle ossa piatte, riducendosi progressivamente nel corso della vita.
L'eritropoiesi extramidollare è una condizione che si verifica raramente nella popolazione adulta e generalmente avviene quale meccanismo di compenso in corso di anemia cronica. L'emopoiesi extramidollare è quindi generalmente asintomatica e di riscontro casuale in sede autoptica tanto che in letteratura si ritrovano solo sporadiche trattazioni. 
Quando l'emopoiesi extramidollare diviene sintomatica per disfunzione degli organi o apparati interessati dal processo emoproliferativo, viene definita eritropoiesi extramidollare sintomatica (HEMS) e tale condizione, quindi, non può più essere considerata quale meccanismo di compenso delle patologie di cui è complicanza. 
Le patologie che più frequentemente determinano emopoiesi extramidollare sono: emoglobinopatie; anemie emolitiche; leucemie; malattie mieloproliferative; linfomi associati a pancitopenia iatrogena; anemie carenziali.
La milza, il fegato ed i linfonodi sono le sedi di elezione della emopoiesi extramidollare; tuttavia, ogni organo o apparato può essere interessato.
Per quanto detto, quindi, le manifestazioni cliniche della HEMS possono essere molteplici tanto da poter distinguerne diverse varianti in relazione all'organo o apparato coinvolto. 
Le varianti più frequenti di HEMS sono 4, in ordine decrescente di riscontro clinico: 
a) HEMS del sistema nervoso centrale e periferico;
b) HEMS toracica, con possibile interessamento sia delle strutture pleuro-polmonari che, in minor frequenza, degli organi mediastinici.
c) HEMS addomino-intestinale con manifestazioni secondarie sia al possibile interessamento della sierosa peritoneale che degli organi solidi o viscerali.
d) HEMS cutanea, la meno frequente ma con prognosi peggiore.

## Trattamento
Essendo stata definita la HEMS solo recentemente quale entità clinica a sé stante (Rosada), il suo trattamento ad oggi non è ancora standardizzato e dipende dalla forma di presentazione e dalla gravità del quadro clinico. 
Ad oggi possono essere considerati quali possibili trattamenti:
- regime di emotrasfusione;
- radioterapia;
- chirurgia;
- combinazione di questi trattamenti.